# Wilkinsonellus striatus
Wilkinsonellus striatus är en stekelart som beskrevs av Austin och Paul C. Dangerfield 1992. Wilkinsonellus striatus ingår i släktet Wilkinsonellus och familjen bracksteklar. Inga underarter finns listade i Catalogue of Life.